# 诺沃
诺沃（法語：Noves，法語發音：[nɔv]）是法国罗讷河口省的一个市镇，属于阿尔勒区。

## 地理
诺沃（43°52'37"N, 4°54'5"E）面积27.92 平方千米，位于法国普罗旺斯-阿尔卑斯-蓝色海岸大区罗讷河口省，该省份为法国东南部沿海省份，北起沃克吕兹省，西接加尔省，南濒地中海，东临瓦尔省。
与诺沃接壤的市镇（或旧市镇、城区）包括：卡巴讷、沙托勒纳尔、埃拉格、圣昂迪奥勒、普罗旺斯地区圣雷米、韦基耶尔、亞維農、迪朗斯河畔科蒙。

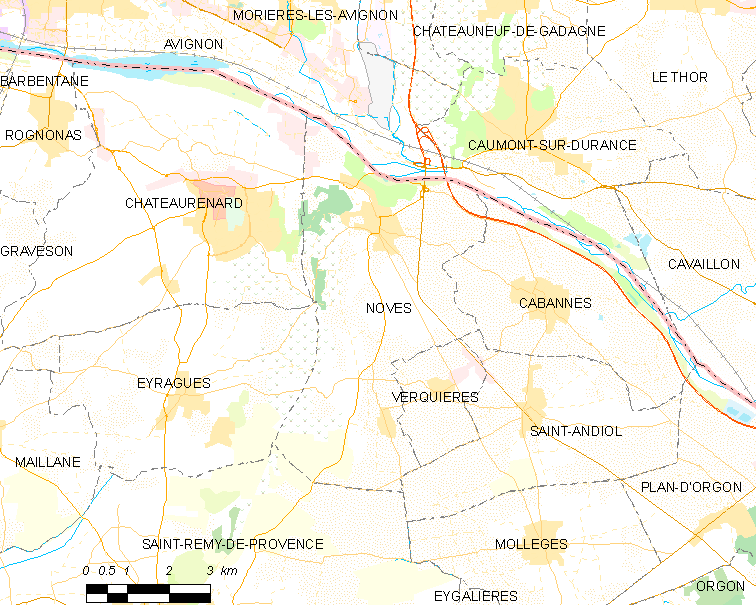
诺沃的OSM定位图

诺沃的时区为UTC+01:00、UTC+02:00（夏令时）。

## 行政
诺沃的邮政编码为13550，INSEE市镇编码为13066。

## 政治
诺沃所属的省级选区为沙托勒纳尔县。

## 人口

1962-2008年间诺沃人口变化图示

诺沃于2022年1月1日时的人口数量为5918人。